# 霍韜
霍 韜（かく とう、成化23年（1487年） - 嘉靖19年（1540年））は、明の政治家。字は渭先。号は兀崖・渭厓。広州府南海県の人。

## 経歴
正徳9年（1514年）の会試で1位（会元）を取るが家に退いて読書に励んだ。嘉靖帝の即位後に官に召されるが、大礼の議が起きると、嘉靖帝を支持する上奏を行ったことで、詹事府詹事に抜擢された。その後、嘉靖帝の怒りを買って投獄され、更に母の死もあって一旦故郷に戻るが、嘉靖13年（1534年）に吏部左侍郎として復帰、嘉靖15年（1536年）に南京礼部尚書に昇進し、嘉靖18年（1539年）には朱載壡が皇太子に立てられたのを受けて、礼部尚書兼詹事府詹事に任じられて皇太子の教育係として北京に召されるが、翌年病死して太子太保の官が贈られた。諡号は文敏。
国家のために様々な建白を行い、王守仁など多くの人々を推挙するなどの功績があったが、徒党は組まず（ただし、郭勛とは親しかった）、楊一清や夏言など多くの人々と不仲で、更に帝を怒らせて投獄に至るような直言を行うなど、必ずしも世間の評価を受けずに終わったと伝えられている。